# ووكر هاميلتون
ووكر هاميلتون (بالإنجليزية: Walker Hamilton)‏ (1934 في المملكة المتحدة - 1969 في المملكة المتحدة)؛ روائي بريطاني.